# Herb gminy Kolbudy
Herb gminy Kolbudy – symbol gminy Kolbudy. 

## Wygląd i symbolika
Herb przedstawia na tarczy, swoim wyglądem nawiązującej do tarczy zakonu kartuzów, podzielonej w słup na dwa pola – koloru błękitnego i cynobrowego, w centralnej części piec rzemieślniczy wg wzoru z XVII wieku, symbolizujący tradycje rzemieślnicze gminy. Nad nim znajduje się łuk złożony z siedmiu gwiazd pięcioramiennych. Swoim wyglądem nawiązuje do związków Kolbud z zakonem kartuzów i Gdańskiem.